# 人民路街道 (大连市)
人民路街道，是中华人民共和国辽宁省大連市中山区下辖的一个乡镇级行政单位。

## 行政区划
人民路街道下辖以下地区：
福寿社区、兴和社区、七一社区和修竹社区。